# 41 Aurigae
41 Aurigae, som är stjärnans Flamsteed-beteckning,  är en dubbelstjärna eller multipelstjärna i den norra delen av stjärnbilden Kusken. Den har en kombinerad skenbar magnitud på ca 5,83 och är svagt synlig för blotta ögat där ljusföroreningar ej förekommer. Baserat på parallaxmätning Gaia Data Release 2 på ca 10,5 mas, beräknas den befinna sig på ett avstånd på 310 – 316 ljusår (ca 95 parsek) från solen. Den rör sig bort från solen med en heliocentrisk radialhastighet på ca 31 km/s och ingår sannolikt i stjärnhopen Hyaderna. 

## Egenskaper
Primärstjärnan 41 Aurigae A är en blå till vit stjärna i huvudserien av spektralklass A2 Va+ och magnitud 6,15. Den har en effektiv temperatur på ca 9 000 K.
Följeslagaren 41 Aurigae B är en gul till vit underjättestjärna av spektralklass kA5hA5mF0 (IV-V),  som har kalcium K-linje och vätelinjer för en stjärna av spektraltyp A5 och metallinjer för en typ F0-stjärna i dess spektrum. Den kan möjligen klassificeras som en Am-stjärna. Den har en massa som är ca 2 solmassor, en radie som är ca 1,8 solradier  och utsänder ca 11 gånger mera energi än solen från dess fotosfär vid en effektiv temperatur på ca 7 900 K. År 2012 hade paret en vinkelseparation av 7,39 bågsekunder vid en positionsvinkel på 357,7 °.